# گیفی
گیفی (به انگلیسی: Giphy) (یک ظاهر طراحی شده GIPHY) یک پایگاه داده آنلاین و موتور جستجو است که به کاربران امکان می‌دهد تا فایل‌های GIF را جستجو کنند و به اشتراک بگذارند.
این فایل‌ها تصاویر متحرک و صامت با سیکل گرداننده یکسان‌اند.